# JL Ranch
JL Ranch è un film del 2016, diretto da Charles Robert Carner, con protagonisti Jon Voight, Teri Polo e James Caan
In alcuni paesi europei, il film è stato distribuito con il titolo Texas Blood.

## Trama
John Landsburg, detto "J.L." è un anziano cowboy, ex sceriffo e proprietario di un grande ranch in una piccola città del Texas. Patriarca di una famiglia estesa, deve combattere contro il suo vecchio nemico Tap Peterson, che sostiene che JL non è il reale proprietario del ranch.

## Distribuzione
Il film è uscito nelle sale degli stati Uniti il 22 luglio 2016.

## Sequel
Nel 2020, è stato realizzato un sequel, intitolato JL Family Ranch - Il regalo di nozze